# 遺伝子サイレンシング
遺伝子サイレンシング（英：gene silencing、遺伝子抑制、ジーンサイレンシング）とは一般に、クロマチンへの後天的な修飾により遺伝子を制御する、いわゆるエピジェネティクス的遺伝子制御のことを示す。遺伝子サイレンシングという用語は通常、遺伝子組み換え以外の機序で遺伝子の「スイッチを切る」ことを記述するために用いられる。正常な環境下で発現する（スイッチが入る）遺伝子のスイッチが細胞内の何らかの機構により切られることを意味する。遺伝子サイレンシングは機構の違いにより、転写型遺伝子サイレンシングと転写後遺伝子サイレンシングに分類される。転写型遺伝子サイレンシングとは転写そのものが止められた状態であり、mRNA合成の停止により確認される。転写型遺伝子サイレンシングはヒストンの修飾、またはヘテロクロマチンの環境が作り変えられた結果生じると考えられている。一方、転写後遺伝子抑制とは、特定のmRNAが破壊されることによるものである。mRNAの破壊は転写による遺伝子生産物（タンパク質など）の形成を妨げる。転写後遺伝子抑制に共通する機構はRNAiである。どちらの方法とも内生遺伝子の制御に用いられる。遺伝子サイレンシングはまたゲノムの組織をトランスポゾンやウイルスから保護する。遺伝子サイレンシングはDNAを感染症から守るために細胞が太古から本来持っている免疫機構の一つなのかもしれない。糸状菌アカパンカビ（学名: Neurospora crassa）の例に見られるように、遺伝子は減数分裂の段階でDNAがメチル化を受けてサイレンシングされることがある。

## 遺伝子サイレンシングの種類
遺伝子抑制の種類と各分野でのトピックス。
転写型遺伝子サイレンシング（Trascriptional Gene Silencing）
- ゲノムインプリンティング
- パラミューテーション
- トランスポゾン抑制（Transposon silencing）
- トランスジーン抑制（Transgene silencing）
- 配置効果（position effect）

転写後遺伝子サイレンシング（Post-Transcriptional Gene Silencing）
- RNAi
- ナンセンス仲介減衰（Nonsense mediated decay, NMD）

転写後遺伝子サイレンシングではリボザイム法とアンチセンス法の二つが主な手法である。
減数分裂遺伝子サイレンシング(Meiotic gene silencing)
- トランスベクション（Transvection）
- Meiotic silencing of unpaired DNA

遺伝子サイレンシングに関係する細胞成分
- ヒストン
- クロマチン
- ヘテロクロマチン
- miRNA（micro-RNA）
- siRNA（small interfering RNA）
- 二重鎖RNA (dsRNA)
- ダイサー（Dicer）
- トランスポゾン